# The Vanishing - Il mistero del faro
The Vanishing - Il mistero del faro (The Vanishing) è un film del 2018 diretto da Kristoffer Nyholm, qui al suo debutto alla regia cinematografica.
La pellicola è ambientata sulle Isole Flannan, note per la misteriosa scomparsa di tre guardiani del faro nel 1900. Il film vede la partecipazione di Gerard Butler, Peter Mullan e Connor Swindells.

## Trama
Tre guardiani di un faro, Thomas, James e Donald, si apprestano a svolgere il loro turno di lavoro di sei settimane presso un’isola al largo della Scozia. Tutto sembra procedere normalmente, fino a quando i tre scoprono una cassa, portata sugli scogli dell’isola da un naufrago in fuga: aggredito brutalmente proprio dal naufrago, il più giovane dei tre, Donald, è costretto a ucciderlo per difendersi. Solo successivamente i tre scopriranno, che la cassa è piena di lingotti d’oro. Dopo un’incertezza iniziale, dovuta alla paura che qualcuno arrivi alla ricerca dell’oro, i tre decidono di tenerlo.
Giungono sull’isola però due uomini in cerca dell’oro che, non credendo alle bugie di Thomas, decidono di assalirli e torturarli, affinché rivelino ciò che è davvero successo al loro compagno. I tre guardiani riusciranno a sopraffarli, ma James uccide per errore anche un bambino, giunto sull’isola insieme ai due nemici. Questo evento lo porterà alla follia; infatti si convince, che Donald sia il responsabile di tutta la catena di eventi, avendo ucciso il naufrago. Dopo alcuni giorni di delirio, in cui nemmeno i due compagni riescono a farlo rinsavire, egli sembra tornato in sé, ma in realtà è solo un trucco per uccidere Donald. Thomas e James salpano con l’oro sulla barca lasciata dai nemici, ma James, non sopportando il peso dei suoi assassinii, decide di lasciarsi affogare. Poco dopo essere scomparso nell'acqua, James riemerge, supplicando Thomas di aiutarlo a morire, perché da solo non riesce a farlo. Thomas in un primo momento sembra volerlo tirare sulla barca, ma poi cede alle suppliche dell'amico e lo affoga, rimanendo così l'unico superstite.

## Distribuzione
Il film è stato presentato in anteprima al Sitges - Festival internazionale del cinema fantastico della Catalogna ad ottobre 2018. Nelle sale italiane è uscito il 28 febbraio 2019.

## Riconoscimenti
- 2019 - British Independent Film Awards[3]
  - Candidatura per il miglior attore non protagonista a Peter Mullan